# Società dell'Ingiustizia
La Società dell'Ingiustizia (Injustice Society, chiamata anche Injustice Society of the World) è un gruppo di personaggi dei fumetti DC Comics. Sono i supercriminali antagonisti della Justice Society of America.

## Membri

### Formazione originale
Non si sa sotto quali circostanze il gruppo fu messo insieme. Fu visto per la prima volta nella seconda metà degli anni quaranta.
- Mago
- Brainwave
- Gambler
- Vandal Savage
- Thinker (Clifford DeVoe)
- Per Degaton

La seconda formazione comparve verso la fine degli anni '40, con i seguenti membri aggiuntivi:
- Il Violinista
- Sportsmaster
- Tigress (Paula Brooks)
- Icicle (Joar Mahkent)
- Harlequin (Molly Mayne)

#### Membri successivi
- Shade - fu un membro aggiuntivo quando una terza formazione fu messa insieme durante un'alleanza tra la Justice League of America e la Justice Society, ma poi nel fumetto Starman venne mostrato in un flashback mentre aiutava la versione della Golden Age della Society. La sua adesione odierna è tuttora sconosciuta, ma ne era un membro durante la Golden Age.
- Solomon Grundy - Si unì alla quarta formazione guidata da Icicle.

## Injustice League
Durante quella che alcuni descrissero come la "mania anti-eroe in costume", il Mago radunò i suoi vecchi compagni e nuovi super criminali in una nuova Società dell'Ingiustizia che chiamò la «Injustice Unlimited». Le avventure di questa incarnazione furono descritte nelle pagine di Infinity Inc. dal n. 32 al n. 37 (1987) e dal n. 51 al n. 53 (1988), infatti, il gruppo di criminali sembrava una copia simmetrica dei membri dell'Infinity Inc. che già era una cellula della Justice Society. Più tardi, la squadra ritornò al nome originale.
- Mago
- Il Violinista
- L'Ombra
- Artemide
- Hazard
- Icicle (Cameron Mahkent)

### Membri successivi
Reclutati dopo che il Mago fu creduto morto e che sia il Violinista che Shade furono catturati.
- Dummy
- Harlequin (Marcie Cooper)
- Solomon Grundy

### La squadra di Johnny Sorrow
Nel tardo 1999, un'altra incarnazione della Società dell'Ingiustizia fu guidata da Johnny Sorrow.
- Johnny Sorrow
- Conte Vertigo
- Icicle (Cameron Mahkent)
- Geomancer
- Tigress (Artemis Crock)
- Blackbriar Thorn
- Killer Wasp

Reclute successive inclusero:
- Rival
- Black Adam
- Shiv
- Thinker (A.I.)

### Eredità della squadra
L'eredità dei demoni, con il Mago sotto mentite spoglie, formò una nuova versione del gruppo nella miniserie JSA All-Stars.
- Kestrel
- Rag Doll
- Tigress (Artemis Crock)
- Icicle (Cameron Mahkent)
- Solomon Grundy
- Shiv

### Formazione attuale
La Società dell'Ingiustizia si rifece viva nel novembre 2005, nelle pagine di JSA Classified, composta da:
- Icicle (Cameron Mahkent)
- Tigress (Artemis Crock)
- Rag Doll I (Peter Merkel, deceduto)
- Pensatore (A.I.)
- Solomon Grundy
- Mago
- Gentleman Ghost
- Johnny Sorrow

## Lista delle comparse
- All-Star Comics n. 37, n. 41, e dal n. 63 al n. 66
- Justice League of America #123-124, e dal n. 183 al n. 185
- Infinity, Inc. dal n. 34 al n. 35, dal n. 51 al n. 53
- Secret Origins of Super-Villains 80-Page Giant n. 1
- JSA dal n. 9 al n. 10, dal n. 16 al n. 20
- JSA: All-Stars n. 1
- JSA Classified dal n. 5 al n. 7

## Altri media

### Televisione
- Una versione alternativa della Società dell'Ingiustizia della Golden Age comparve nell'episodio "Legends" della serie animata Justice League. Il gruppo si auto-definì Injustice Guild, e si opponeva alla Justice Guild of America. I suoi membri erano Music Master (controparte del Violinista), Dr. Blizzard (controparte del primo Icicle), Sportsman (controparte di Sportsmaster), e Sir Swami (controparte del Mago). Quando alcuni membri della Justice League finirono nella loro dimensione, Music Master fu il primo ad incontrarli e a sfuggire al combattimento. Dopo aver udito dell'accaduto, Sir Swami suggerì agli altri membri di tenere una sfida... Chiunque avesse messo nei guai la Justice Guild nel peggior modo possibile, avrebbe pensato al prossimo piano per l'attacco a Seabord City. Dr. Blizzard vinse la sfida quando riuscì a congelare Flash e Black Siren. Quando arrivarono all'attacco, la Justice League e la Justice Guild liberarono Flash e Black Siren e sconfissero la Injustice Guild.
- La Società dell'Ingiustizia appare nella serie Stargirl. Qui è composta da Icicle, Brainwave, Violinista, Giocatore, Sportsmaster, Shade, Tigress, Mago, Dragon King e Solomon Grundy. Fanno la loro comparsa sin dal primo episodio, attaccando il quartiere generale della Justice Society of America a Blue Valley, uccidendo la maggior parte dei suoi membri, tra cui Starman, colpito mortalmente da Icicle. 10 anni dopo la loro vittoria, la Società continua i suoi piani, con ognuno dei suoi componenti sotto mentite spoglie. Dopo che Courtney Whitmore trova la Staffa Cosmica di Starman e forma una nuova Justice Society, la Società dell'Ingiustizia si riunisce per fermarla.